# Dinar (Törökország)
Dinar (görögül: Celaenae-Apàmea, Κελαιναι-Απαμεια) egy város és egy nagy adminisztrációs terület Afyonkarahisar tartományban, az Égei-tenger régióban 106 kilométerre Afyon várostól. A főpolgármester Saffet Acar (MHP).
A kisváros Celaenae-Apamea romjaira épült, közel Büyük Menderes (Maeander) folyó forrásaihoz. Az ókori mítosz szerint itt versengett egymással Apollón és Marszüasz.
Dinar ma kisváros, kevés kényelmi funkcióval, főleg mert 1995-ben egy nagy földrengés pusztított a területen, ami sok embert elűzött a vidékről. Dinaron keresztül eljuthatunk Ankarából vagy Isztambulból Antalyába; autósok rendszerint nem állnak meg itt, de kamionosoknak meg kell. Népművészetileg Dinar gazdag terület, rengeteg ismert népzene származik innen.
Dinar adminisztrációs területhez tartoznak a következő falvak: Afsar, Akgün, Akpınarlı, Aktoprak, Akca, Akçin, Alacaatlı, Alparslan, Avdan, Bademli, Bağcılar, Belenpınar, Bilgic, Burunkaya, Bülücalan, Cerityaylası, Cumhuriyet, Dikici, Dinar, Dombay, Doganlı, Dumanköy, Eldere, Ergenli, Gencali, Gökceli, Göcerli, Haydarlı, Kabaklı, Kadılar, Karabedir, Karahacılı, Karakuyu, Karatas, Kazanpınar, Keklicek, Kınık, Kızıllı, Körpeli, Muratlı, Ocaklı, Okcular, Palaz, Pınarlı, Sütlac, Tatarlı, Tekin, Tugaylı, Uluköy, Yakaköy, Yapagılı, Yelalan, Yesilhüyük, Yesilyurt, Yesilcat, Yıprak, Yüksel, Cakıcı, Camlı, Capalı, Cayüstü, Caglayan, Cicektepe, Cobansaray, Cürüklü.

## Külső hivatkozások
- Dinar, Dinartuning, Dinartuning.com
- Afyonkarahisar Dinar[halott link]
- District governor's official website
- Afyon Governorship – Dinar District